# Cipriano Biyehima Kihangire
Cipriano Biyehima Kihangire (Hoima, 19 marzo 1918 – Gulu, 1º novembre 1990) è stato un vescovo cattolico ugandese.

## Biografia
Nato a Hoima il 19 marzo 1918, fu ordinato sacerdote il 17 febbraio 1951.
Il 12 novembre 1962 fu eletto vescovo titolare di Maura ed ausiliare di Gulu.
Il 20 gennaio 1964 ricevette anche l'ufficio di vicario castrense per l'Uganda, ovvero vescovo della struttura religiosa delle Forze Armate Ugandesi.
Il 9 agosto 1965 fu eletto primo vescovo di Hoima, sua città natale.
Trasferito alla sede vescovile di Gulu il 19 dicembre 1968, si ritirò nel 1988. Morì due anni dopo, il 1º novembre 1990.
In vita accolse nella sua terra don Vittorio Pastori e con lui collaborò per molti anni negli aiuti alle popolazioni affamate e bisognose della regione del Karamoja.

## Genealogia episcopale e successione apostolica
La genealogia episcopale è:
- Cardinale Scipione Rebiba
- Cardinale Giulio Antonio Santori
- Cardinale Girolamo Bernerio, O.P.
- Arcivescovo Galeazzo Sanvitale
- Cardinale Ludovico Ludovisi
- Cardinale Luigi Caetani
- Cardinale Ulderico Carpegna
- Cardinale Paluzzo Paluzzi Altieri degli Albertoni
- Papa Benedetto XIII
- Papa Benedetto XIV
- Papa Clemente XIII
- Cardinale Bernardino Giraud
- Cardinale Alessandro Mattei
- Cardinale Pietro Francesco Galleffi
- Cardinale Giacomo Filippo Fransoni
- Cardinale Carlo Sacconi
- Cardinale Edward Henry Howard
- Cardinale Mariano Rampolla del Tindaro
- Cardinale Rafael Merry del Val
- Cardinale Arthur Hinsley
- Arcivescovo David Mathew
- Cardinale Laurean Rugambwa
- Cardinale Guido Del Mestri
- Vescovo Cipriano Biyehima Kihangire

La successione apostolica è:
- Vescovo Martin Luluga (1987)